# Gozdów (Łódź)
Pour les articles homonymes, voir Gozdów.
Gozdów est une localité polonaise de la gmina de Stryków, située dans le powiat de Zgierz en voïvodie de Łódź.